# 外星一對寶
《外星一對寶》（英語：Star Wars: Droids: The Adventures of R2-D2 and C-3PO）是部1985年9月7日至1986年6月7日間播放的美國動畫，台灣台視曾於1987年6月28日至9月20日間於每週日上午11:00播出，但並不包括後面兩集電視特別篇。

## 概要
本故事是敘述R2-D2與C-3PO在帝國興起（《星際大戰三部曲：西斯大帝的復仇》）到發生星際大戰（星際大戰四部曲：曙光乍現）的這幾年間，所經歷的一些故事。它們在遇到莉亞公主和路克天行者之前，還有許多其他的主人。「外星一對寶」就是它們和其他主人的冒險故事，全劇皆是以機器人的觀點和喜劇的手法來表現。

## 主要角色
C-3PO
專長為人際溝通，擅長600多萬種的語言。個性很容易大驚小怪，經常抱怨、嘮叨，雖然如此人仍是個多禮又忠實的機器人。
R2-D2
身材矮小，有個圓滾滾的身體，和一個會360度旋轉的半球形頭。非常勇敢、聰明對主人及C-3PO有個很強的忠貞觀念。它的溝通方式就是嗶聲和口哨聲。另外還有許隱藏的機械臂，能夠符合各種的需求。

### 客串角色
- 阿強（Thall Joben）

痞子與阿凸在第1~4集的主人。
- 大雄（Jord Dusat）

痞子與阿凸在第1~4集的主人。
- 小琪（Kea Moll）

- 黛瑪（Demma Moll）

小琪的母親。
- 傑明（Jann Tosh）

痞子與阿凸在第5~9集的主人。
- 林美麗（Jessica Meade）

- 蒙裘巴（Mon Julpa）

塔木真星的王子，在傑明等人的協助之下順利地登基。
- 多達王（Toda）

塔木真星的戰士領袖。
- 潔琳（Gerin）

多達王之女。
- 寇比（Coby）

多達王之子。
- - 英吉（Ingey）

寇比的寵物。
- 孚族人（Jugaloo）

- 蒙戈（Mungo Baobab）

痞子與阿凸在第10~15集的主人。
- 楊醫生（Nilz Yomm）

- 艾倫（Auren Yomm）

楊醫生之女。
- 歐格（Olgun Baobab）

蒙戈的伯父。
- 覆撒斯（Sise Fromm）

- 覆提基（Tig Fromm）

覆撒斯之子。
- 利士（Vlix Oncard）

覆撒斯的手下。
- 費柏巴（Boba Fett）

- - 比爾（BL-17）

費柏巴的機器人。
- 蓋保（Gir Kybo Ren-Cha）

太空海盜。
- 阿金（Jyn Obah）

蓋保的大副。
- 況總督（Koong）

- 思格將軍（Terrinald Screed）

帝國的使者。
- 賈弗（Gaff）

## 出場地點
- 星球
  - 安諾星（Annoo）
  - 波塔星（Boonta）
  - 英格星（Ingo）
  - 如星（Roon）
    - 突寶省（Umboo）

  - 塔木真星（Tammuz-an）
  - 阿儂加星（Tarnoonga）
  - 洪基星（Tyne's Horky）
- 星際學院（Imperial Academy）

## 出場機具
- 慧星號（White Witch）
- 天蠍一號（Trigon 1）
- 星際驅逐艦（TIE/ln starfighter）

## 劇集列表
| 劇集                         | 首播日期       | 台灣播出時之標題 | 台灣播出日期 |
| ---------------------------- | -------------- | ---------------- | ------------ |
| 01. The White Witch          | 1985年9月7日   | 天蝎一號         | 1987/6/28    |
| 02. Escape Into Terror       | 1985年9月14日  | 自由之戰         | 1987/7/05    |
| 03. The Trigon Unleashed     | 1985年9月12日  | 自食惡果         | 1987/7/12    |
| 04. A Race to the Finish     | 1985年9月28日  | 友情可貴         | 1987/7/19    |
| 05. The Lost Prince          | 1985年10月5日  | 落難王子         | 1987/7/26    |
| 06. The New King             | 1985年10月12日 | 邪不勝正         | 1987/8/02    |
| 07. The Pirates of Tarnoonga | 1985年10月19日 | 真真假假         | 1987/8/09    |
| 08. The Revenge of Kybo Ren  | 1985年10月26日 | 勇救公主         | 1987/8/16    |
| 09. Coby and the Starhunters | 1985年11月2日  | 星際獵人         | 1987/8/23    |
| 10.Tail of the Roon Comets   | 1985年11月9日  | 如星探險         | 1987/9/30    |
| 11.The Roon Games            | 1985年11月16日 | 如星大賽         | 1987/9/06    |
| 12.Across the Roon Sea       | 1985年11月23日 | 橫越如星海       | 1987/9/13    |
| 13.The Frozen Citadel        | 1985年11月30日 | 暴政必亡         | 1987/9/20    |

### 電視特別篇
| Episode                     | First airdate | 台灣播出時之標題 | 台灣播出日期 |
| --------------------------- | ------------- | ---------------- | ------------ |
| 14. The Great Heep (part 1) | 1986年6月7日  | 未播出           | ——           |
| 15. The Great Heep (part 2) | 1986年6月7日  | 未播出           | ——           |

## 關連條目
- 星際大戰
- 台視週日卡通

## 外部連結
- 台灣電視資料庫[永久]